# Золотий фазан
Золотий фазан (Chrysolophus) — рід фазанів, що включає два види, які мешкають у Китаї — фазана золотого та фазана алмазного.

## Опис
Самиці обох видів схожі своїм коричневим оперенням. Самці, навпаки, забарвлені по-різному, мають, тим не менше, кілька спільних ознак. Обидва види — це маленькі фазани з довгими хвостами. З боків голови у них «комір» з подовженого пір'я, який під час токування може настовбурчуватися. Ноги дуже тонкі, шпори розвинені незначно. Тісна спорідненість обох видів виражена також тим, що вони дуже просто схрещуються в неволі. Перше покоління від такого схрещування здатне до звичайного розмноження.

## Спосіб життя
Незважаючи на ефектний зовнішній вигляд самців, цих птахів дуже важко побачити в їх природному середовищі існування — густих хвойних лісах. Отже, мало що відомо про їх поведінку в дикій природі.
Вони харчуються насінням, листям і безхребетними, яких знаходяться в землі. Сплять вночі на деревах. Хоча вони можуть літати, вони воліють бігати.

## Види
Відомо два види:
- фазан золотий (Chrysolophus pictus)
- фазан алмазний (Chrysolophus amherstiae)